# 리치단엽박쥐
리치단엽박쥐 또는 큰앤틸리스긴혀박쥐(Monophyllus redmani)는 주걱박쥐과(신세계잎코박쥐류)에 속하는 박쥐의 일종이다. 바하마 남부와 쿠바, 자메이카, 히스파니올라섬(아이티와 도미니카 공화국) 그리고 푸에르토리코에서 발견된다. 최대 수백, 수천 마리까지 크게 집단을 형성하며 꽃가루와 꽃꿀, 과일 그리고 곤충을 포함한 비교적 다양한 먹이를 먹는다.